# (12577) Samra
(12577) Samra (1999 RA13) – planetoida z pasa głównego asteroid okrążająca Słońce w ciągu 4,54 lat w średniej odległości 2,74 j.a. Odkryta 7 września 1999 roku.